# Górki Zachodnie
Górki Zachodnie (seit 1840 Westlich Neufähr; kaschubisch Zôpadné Górczi) ist eine Siedlung im Danziger Stadtbezirk Krakowiec-Górki Zachodnie in der Woiwodschaft Pommern in Polen.

## Geographie

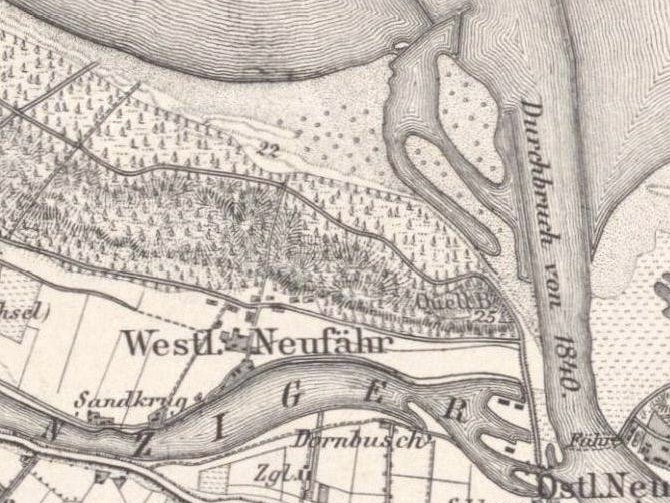
Karte des Weichseldurchbruchs, 1901

Der Ort liegt etwa sieben Kilometer östlich der Stadtmitte Danzigs am Weichseldurchbruch. Er liegt auf der Wyspa Portowa („Hafeninsel“) genannten Teil der Danziger Nehrung. Im Norden grenzt er an die Danziger Bucht der Ostsee. Im Osten liegt jenseits des Weichseldurchbruchs Górki Wschodnie (Östlich Neufähr). Im Süden liegen jenseits der Toten Weichsel Płonia Wielka (Groß Plehnendorf) und Płonia Mała (Klein Plehnendorf). Im Westen grenzt er an Krakowiec (Krakau).
Höchste Erhebung ist die Góra Źródlana (Quellberg) mit einer Höhe von 22,5 m n.p.m., eine bewachsene Düne. Die Neufährer Sandkathen an der Ostsee bestanden im 20. Jahrhundert nicht mehr. Das Gebiet des vier Hektar großen Jezioro Bursztynowe („Bernsteinsee“) und der Zielone Wyspy (Grüne Inseln) ist seit 2011 mit nahezu 33 Hektar als Natur- und Vogelschutzgebiet ausgewiesen.

## Geschichte
Im Jahr 1379 wurde die „Karczma Stanka“ als Krug mit einer Fähre über die Weichsel nach Plehnendorf urkundlich erwähnt. Der Krug hieß 1438 Newefehre. Die Bewohner der in der Nähe entstandenen Siedlung (1590 Neufehr) waren verpflichtet, während der Heuernte Frondienste für den Deutschen Ritterorden zu leisten. Nach dem Dreizehnjährigen Krieg (Preußischer Städtekrieg) kamen die Orte der Nehrung zur Stadt Danzig. Mit der ersten Polnischen Teilung wurden die Orte 1772 von Preußen annektiert. In 25 Höfen wohnten 1793 136 Einwohner. In den Jahren von 1807 bis 1813 gehörte Neufähr zur Republik Danzig. Im Jahr 1819 gab es zwei Gasthöfe, 18 Gebäude und 163 Einwohner. Infolge eines Eisstaus brach die Weichsel Anfang Februar 1840 durch die Deiche und den Dünenstreifen der Nehrung. Acht Bauernhöfe wurden zerstört, ohne dass es Todesopfer gab. Westlich und Östlich Neufähr waren getrennt, bildeten aber weiterhin eine Gemeinde. Nach einem weiteren Hochwasser 1886 wurde im folgenden Jahr ein steinerner Damm von Östlich Neufähr zur Insel Messina gebaut, um das Flusswasser besser abzuleiten.
Nach dem Weichseldurchbruch wurde der Danziger Arm der Weichsel unterhalb der neuen Mündung durch einen Damm abgetrennt. Die Mitte März 1840 in Betrieb genommene Plehnendorfer Schleuse ermöglichte den Schiffsverkehr in die Stadt. Nach der Fertigstellung des Weichseldurchstichs und dem Bau der Schleusenanlage bei Einlage wurde die Plehnendorfer Schleuse beseitigt. Auf dem Quellberg wurde von 1876 die Batterie „Nummer Zwei“, die die Mündung des Weichseldurchbruchs verteidigen sollte, errichtet. Die Anlage war mit vier Feldgeschützen vom Kaliber 90 mm ausgerüstet. Neben dem Fort Neufähr (Fort Płonia oder Fort Płonia Wielka) auf Plehnendorfer Seite bestanden seeseitig elf weitere Batterien der Festung Danzig.
Am 1. Januar 1874 wurde die Kreisordnung für die Provinz Preußen eingeführt, diese wurde vier Jahre später wieder in die Provinzen Ost- und Westpreußen geteilt. Am 25. April 1874 wurde der Amtsbezirk Heubude gebildet. Das Dorf Westlich Neufähr war ein Ort der Landgemeinde Neufähr im Landkreis Danzig (ab 1887 Kreis Danziger Niederung). Die Einwohnerzahl stieg von 576 (in 1885) auf 727 (1905) an. Zuständig war das Amtsgericht Danzig. Evangelische waren bis 1860 noch nach Bohnsack eingepfarrt, für Katholiken war die Königliche Kapelle und ab 1926 die Danziger Liebfrauenkirche Pfarrkirche. Pfarrgemeinde für die Evangelischen wurde 1860 Sankt Barbara in Danzig Neugarten und 1896 Heubude. Im April 1914 wurde der Ort in die Stadt Danzig eingemeindet. Er hatte damals eine Fläche von 103 Hektar und 697 Einwohner.
Kreis und Amtsbezirk wurden gemäß den Bestimmungen des Friedensvertrags von Versailles am 10. Januar 1920 an die Freie Stadt Danzig abgetreten. In den Nachbarorten gab es Wasserflughäfen, die 1925 die Strecke Plehnendorf–Stockholm und 1928 die Strecke Östlich-Neufähr–Kalmar mit Flugbooten vom Typ Dornier Wal bedienten. Nach dem deutschen Überfall auf Polen kam das Gebiet von 1939 bis 1945 völkerrechtswidrig zum Reichsgau Danzig-Westpreußen und in der Folge des Zweiten Weltkriegs an die Republik Polen. Die deutschen Ortsbewohner wurden vertrieben. Ein beträchtlicher Teil war jedoch geflohen, da dieser Teil der Nehrung bis zum 6. April 1945 zum Kampfgebiet gehörte. Bis 1945 bestand eine Fährverbindung mit Górki Wschodnie.
Nach Bunkerstellungen des Ersten Weltkriegs wurde 1952 westlich der Weichselmündung ein Beobachtungspunkt mit einem 15 Meter hohen Turm der 25. Ständigen Artilleriebatterie errichtet, der bis in die 1970er Jahre in Betrieb war.

## Wirtschaft

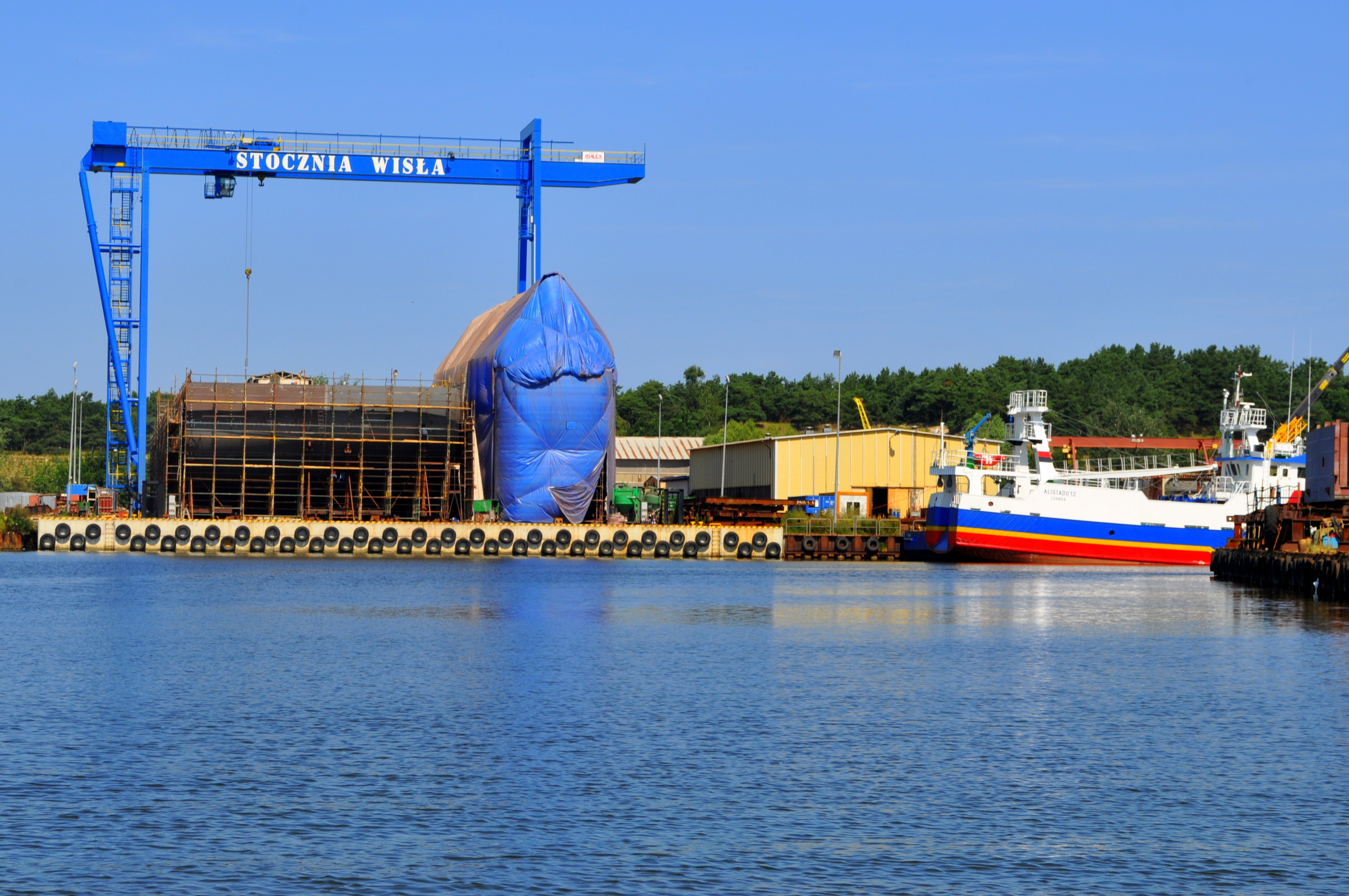
Anlagen der Stocznia Wisła, 2008

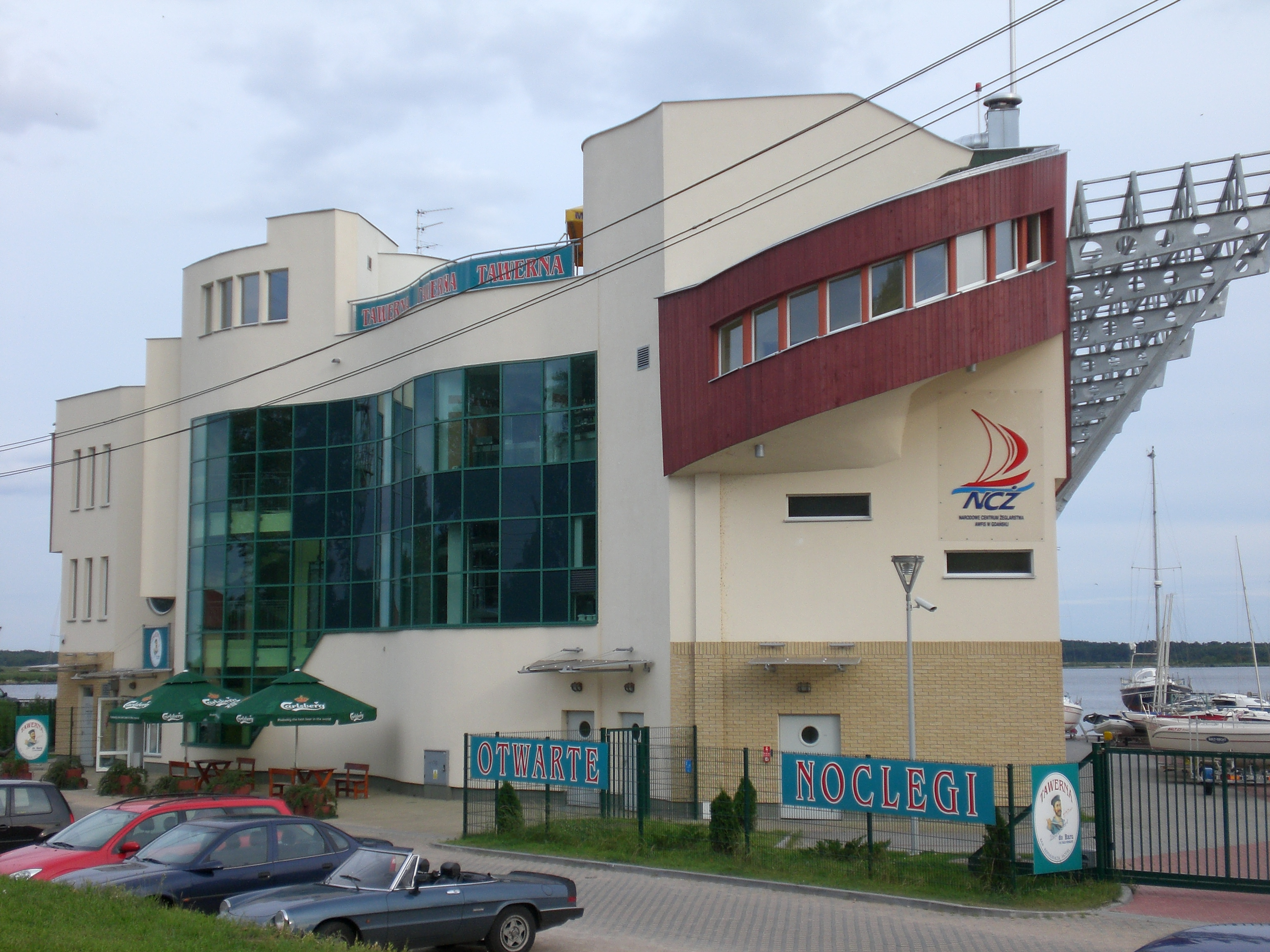
Nationales Segelzentrum, 2007

Die Werft der Danziger Maschinenbauinspektion wurde 1888 gegründet, sie wurde 1945 Stocznia nr 11 der Vereinigten Polnischen Werften und ist seit 1967 als Stocznia Wisła bekannt. Sie ist aus dem Winterhafen für Eisbrecher und Schlepper an der Schleuse entstanden. Der Plan eines zentralen Fischereihafens der Stadt Danzig wurde nicht verwirklicht. Im kleinen Hafen waren um 2003 acht Fischerboote mit dem Kennzeichen „ZAG“ registriert.
Der westliche Teil des Orts ist von Ödland und den Lager- und Umschlagstanks der PERN „Przyjaźń“ SA geprägt. Das Unternehmen betreibt eine bidirektionale Ölpipeline nach Płock. Die Anlage ist seit 1975 in Betrieb und wurde in den 1990er Jahren ausgebaut, trotz der Proteste der Einwohner des Stadtbezirks, die 1995 kurzzeitig in den Streik traten. Aufgrund der Erweiterung wurde das Schulzentrum 1998 geschlossen.

## Segelsport
Neben dem Nationalen Segelzentrum der Akademie für Leibeserziehung und Sport (AWFiS), das 2006 eröffnet wurde, bestehen im Ort zahlreiche Yachthäfen: Der Maritime Jachtclub „Neptun“, der Jachtklub Stocznia Gdański, der Jachtklub „Joseph Conrad“, der Jachtklub der Akademicki Związek Morski und die Anlage des AZS Galion (Zentrales Akademisches Sportzentrum). Diesen angeschlossen sind oft Hotels, Gastronomie- und Seminargebäude. In Górki Zachodnie wurde 1992 die Europameisterschaften in der Bootsklasse Finn ausgetragen, nach den Europameisterschaften der Junioren im Jahr zuvor. An der Mündung der Weichsel ist eine Station mit dem Seenotrettungsboot Wiatr vom Typ SAR-1500 eingerichtet.

## Verkehr
Die Wyspa Portowa ist über Stogi an den Fernverkehr angeschlossen. Der Ort ist an den städtischen Busverkehr angebunden. Von 2012 bis 2020 bestand eine Verbindung mit der Wasserstraßenbahn Danzig (Tramwaj wodny).